# Броніслав Квятковський
Броніслав Квятковський (пол. Bronisław Kwiatkowski; 5 травня 1950, Седльце, ПНР — 10 квітня 2010, Смоленськ, Росія) — польський генерал, оперативний командувач Збройних сил Польщі, один із загиблих в авіакатастрофі під Смоленськом.
Офіцер бронетанкових і повітряно-десантних військ. З 1969 року служив у Збройних Силах Польщі. Командував польським військовим контингентом в Сирії, 6-ї десантно-штурмовою бригадою та багатонаціональним з'єднанням Центр-Південь в Іраку. У 2005–2007 роках був заступником командира 2-го механізованого корпусу, потім оперативним командувачем Збройних сил.

## Освіта
Народився 5 травня 1950 року в Мазурах. Закінчив технікум середньої лісової школи Красичині. У 1973 році закінчив середню школу механізованих сил у Вроцлаві. Випускник Академії Генерального штабу польської армії у Варшаві (1977—1980 роки) та Академії командування профспілок Збройних сил Німеччини в Гамбурзі. Володів англійською, німецькою та російською мовами.

## Військова служба
Командиром взводу його направили до 29-го танкового полку 11-ї Дрезденської танкової танкової дивізії в Жагані. У 1974 році став командиром роти в цій військовій частині. У 1980–1982 рр. керував штабом 16-го аеромобільного батальйону з Кракова, після чого служив у командуванні 6-ї «Померанської» дивізії у Кракові, з 1986-го — 6-ї «Поморської» повітряно-десантної бригади, а з 1989-го — 6-ї десантно-штурмової бригади. Обіймав посади оперативного офіцера (1982—1983), начальника відділу операцій (1983—1986) та начальника штабу (1986—1990).
У 1990 році став начальником відділу операцій в Оперативному управлінні Генерального штабу польської армії у Варшаві, а з 1993 року — начальником відділу розвідувальних і радіоелектронних бойових дій штабу Краківського військового округу в Кракові. У 1995—1996 рр. командував польським військовим контингентом у складі миротворчої місії ООН на Голанських висотах (ЮНДОФ). Тоді він зайняв посаду командира 6-ї десантно-штурмової бригади.
У 2000 році його призначили начальником штабу повітряно-механізованого корпусу в Кракові, який у 2002 році був перетворений на 2-й механізований корпус. У 2003 році він став заступником командира багатонаціонального з'єднання Центр-Південь, як частина першої зміни польського військового контингенту в Іраку після Другої війни в Перській затоці. Після повернення до Польщі в 2004 році, був заступником директора Навчального центру для миротворчих сил НАТО в Бидгощі. У 2005 році знову опинився в Іраку на посаді глави навчальної місії НАТО — Ірак). Тоді був заступником командира 2-го механізованого корпусу. 15 серпня 2005 року отримав підвищення до звання генерал-майора.
З 18 липня 2006 року по 24 січня 2007 року командував багатонаціональним з'єднанням Центр-Південь під час 7-ї зміни в польському військовому контингенті під час стабілізаційної місії в Іраку. 20 квітня 2007 року призначений командиром оперативного командування Збройних сил Польщі. 3 травня 2007 року отримав підвищення до звання генерал броні. У зв'язку з реорганізацією 15 серпня 2007 року став оперативним командувачем Збройних сил. Мав іти у відставку 5 травня 2010 року.

## Загибель
Загинув 10 квітня 2010 року в катастрофі президентського літака Ту-154М у Смоленську. 15 квітня 2010 року маршалок Сейму Броніслав Коморовський, який виконував обов'язки Президента Республіки Польща, присвоїв йому звання довічного генерала рішенням № 112-8-2010. 24 квітня 2010 року похований на Сальваторському кладовищі у Кракові.

## Сім'я
Одружений. Дружина Кристина. Виховав двох доньок — Камілу та Едиту.

## Нагороди
- Командський хрест ордена Відродження Польщі (2010, посмертно)[7]
- Офіцерський хрест ордена Polonia Restituta (2004)[8]
- Лицарський хрест ордена Polonia Restituta (2000)[9]
- Командирський хрест ордена Військового хреста (2006 р.)[10]
- Золотий Хрест Заслуги
- Золота медаль «Збройні сили на службі Вітчизні»
- Срібна медаль Збройних Сил на службі Батьківщині
- Бронзова медаль Збройних Сил на службі Батьківщині
- Золота медаль «За заслуги перед національною обороною»
- Золота медаль за тривалу службу (2009)[11][12]
- Медаль «За заслуги перед Асоціацією ветеранів миротворчих місій ООН»
- Офіцерський хрест Легіону заслуг США (2011 р., Посмертно)[13]
- Пам'ятна медаль багатонаціонального відділу Центр-Південь в Іраку
- Великий офіцер Ордена За заслуги (2008 р., Португалія)[14]
- Медаль ООН за місію UNDOF
- Значок інструктора з парашутом
- Знак Пошани «Визначний діяч Підкарпатського воєводства» (посмертно, 2010 р.)[15].